# Бундала
Бундала (на английски: Bundala National Park) е национален парк в Шри Ланка. Намира се в южната част на страната на около 245 километра югоизточно от столицата Коломбо и е важно място за зимуване на значителен брой видове птици от континента. Тук зимуват около 197 вида птици, най-забележителни от които са розовото фламинго, които мигрират тук на огромни ята.

## История
В края на 1969 г. Бундала е обявен за резерват, а на 4 януари 1993 е преобразуван в национален парк. През 2005 г. е обявен за биосферен резерват под егидата на ЮНЕСКО и е четвъртият в страната защитен от международната организация.. През 1993 г. паркът е бил с площ от 6216 хектара, но през 2004 г. е редуцирана до 3698 хектара. През 1991 г. Бундала се превръща в първата влажна зона от Шри Ланка под закрилата на Рамсарската конвенция. През януари 2006 г. площта на Бундала е редуцирана до 3339,38 хектара, която е и настоящата.

## Местоположение
Националният парк се намира в южната част на остров Цейлон. Обхваща многочислени езера, острови, плитчини и лагуни. В Бундала има четири големи лагуни – Бундала (520 ha), Ембиликала (430 ha), Малала (650 ha) и Кохоланкала (390 ha). Заедно с живописните водни площи тук се намират и пясъчни плажове, храсти, ливади и гори.

## Климат
В Бундала преобладава сухият климат. Въпреки това близкото разположение до океана и периодичните мусони обезпечават влагата. Относителната влажност е 80%, а ежегодната нормо но валежите е 1074 mm. Средногодишната температура е 28,0 °C, а най-топлите месеци в годината са април, май и юни.

## Фауна
Националният парк е изключителна зона за важни птици в южната част на Индия и Шри Ланка. Тук се срещат 324 вида гръбначни животни, които включват 32 вида риби, 15 вида земноводни, 48 вида влечуги, 197 вида птици и 32 вида бозайници. От безгръбначните са описани 52 вида пеперуди са сред безгръбначните. В местообитанията на влажните зони в Бундала са обитавани от около 100 вида водни птици, като половината от тях са мигриращи птици. От 197 вида летящи вида 58 са мигриращи.